# Deudorix terenzius
Deudorix terenzius är en fjärilsart som beskrevs av Hans Fruhstorfer 1912. Deudorix terenzius ingår i släktet Deudorix och familjen juvelvingar. Inga underarter finns listade i Catalogue of Life.